# Евреинът с монета
Евреинът с монета (на полски: Żyd z pieniążkiem), още малък евреин (на полски: Żydki), или късметлия евреин (на полски: „Żyd na szczęście“)) е противоречив амулет в Полша, където се казва, че изображения или фигурки на героя, обикновено придружени от поговорка, носят късмет, особено финансов. Мотивът е описан за първи път в статии от 2000 г. и вероятно датира от прехода на полското правителство през 1989 г. От началото на 21-ви век фигурките те се намират в магазини и домове в Полша.

## Статистика
Според проучване от 2015 г. 65% от анкетираните са разпознали мотива, 55% са видели артикул с мотива в дома на член на семейството или приятел, а 18% от анкетираните са имали такъв.

## Тълкувания и произход
Учените предлагат различни тълкувания на естеството и произхода на мотива, въпреки че обикновено са съгласни, че той се използва като талисман за късмет, и по-специално финансов късмет. Изображенията се основават на традиционен антисемитски канард (клеветнически доклади спрямо юдаизма) на еврейския лихвар. Мненията за мотива са различни; някои учени по културология смятат, че той насърчава полско-еврейския диалог или го разглежда като безобиден фолклор или носталгия, докато други смятат, че това е антисемитски и обиден стереотип. Lehrer отбелязва, че тези туристически сувенири предизвикват амбивалентна реакция сред еврейските туристи; и реакциите на купувачите варират от отвращение до учудване.